# 瑞典廣播電台第四套節目
瑞典廣播電台第四套節目（瑞典語：Sveriges Radio P4）是瑞典廣播電台一條於1987年開播電台頻道和電台聯播網，為該機構最受歡迎的電台頻道。這條頻道會在平日日間時段透過下屬25個地區電台各自播放地區性節目，到了晚間和週末時段便改為共同播放全國性節目，而凌晨時段則會與瑞典廣播電台第三套節目同步廣播。